# Eurosong 2025
Unter dem Titel Eurosong 2025 fand am 1. Februar 2025 der belgische Vorentscheid für den Eurovision Song Contest 2025 in Basel statt. Es gewann Red Sebastian mit dem Lied Strobe Lights.

## Format

### Konzept
Am 8. Mai 2024 bestätigte der flämische Sender Vlaamse Radio- en Televisieomroeporganisatie (VRT) seine Teilnahme am Eurovision Song Contest 2025. Gleichzeitig kündigte man an, dass man wie 2023 einen nationalen Vorentscheid abhalten werde.
Im Juni 2024 wurde bekannt, dass VRT das Format der Sendung grundlegend ändern werde. So wird es keine Vorrunden in irgendeiner Form geben. Diese Entscheidung wurde laut Gerrit Kerremans, dem Musikkoordinator von VRT, deshalb getroffen, da man mehr etablierte Künstler anwerben wolle, und auch, um den Aufwand auf künstlerischer Seite zu reduzieren.
Am 14. November 2024 wurde bekanntgegeben, dass die „klassischen“ Vorrunden durch zwei aufgezeichnete Sendungen ersetzt werden, in denen die Teilnehmer lediglich ihre Beiträge vorstellen werden.

### Beitragswahl
Es gab weder offene Castings für Interpreten noch Komponisten geben. Stattdessen hat VRT selbst mit Plattenlabels Kontakt aufgenommen um potentielle Teilnehmer anzuwerben. Nach Angaben von Kerremans wurde bei den potentiellen Künstlern ein Fokus auf stimmliches Talent als auch Bühnenerfahrung gelegt.

#### Jury
Am 13. Januar 2025 wurden die Mitglieder jener Jury bekanntgegeben, welche sich für die interne Vorauswahl verantwortlich zeigten:
| Name                 | Anmerkung                                           |
| -------------------- | --------------------------------------------------- |
| Gustaph              | Teilnehmer beim Eurovision Song Contest 2023        |
| Bart Cannaerts       | Punktesprecher 2023                                 |
| Merol                | niederländische Sängerin                            |
| Emmelie de Forest    | dänische Siegerin beim Eurovision Song Contest 2013 |
| André Vermeulen      | Kommentator für VRT zwischen 1991 und 2013          |
| Els Germonpré        | Musikverantwortliche bei VRT 1                      |
| Stephan Monsieur     | Vorsitzender der OGAE Belgien                       |
| Jasper van Biesen    | Experte für den Eurovision Song Contest             |
| Indy van Cauwenbergh | Choreograph                                         |
| Kim Debrie           | Moderatorin bei Radio 2                             |
| Anja Daems           | Moderatorin bei Radio 2                             |
| Laura Govaerts       | Moderatorin bei Radio MNM                           |
| Imane Boudadi        | Moderatorin bei Radio MNM                           |
| Nona van Braeckel    | Moderatorin bei Studio Brussel                      |

## Teilnehmer
Die Teilnehmer wurden am 14. November 2024 bekanntgegeben. Lenn ist der Enkel von Louis Neefs, der 1967 und 1969 für Belgien am Eurovision Song Contest teilnahm.

## Showcases
Die Showcases fanden am 18. bzw. 25. Januar 2025 statt. In ihnen coverten die Künstler jeweils einen vergangenen Eurovision-Song und stellten ihren eigenen Beitrag vor.

### Erstes Showcase
| Startnr. | Interpret | Lied Musik (M) und Text (T)                                                                           | Sprache     | Übersetzung (inoffiziell) |
| -------- | --------- | --- | ----------- | ------------------------- |
| 1        | Grace     | Pull Up M/T: Grace Khuabi, Willem Vanderstichele, Astrid „Ameerah“ Roelants                           | Englisch    | Zieh hoch                 |
| 2        | LEEZ      | Perfectly Imperfect M/T: Will Knox, Loek van der Grinten, Philippine Nancy Corporaal, Lisa van Rossem | Englisch    | Vollkommen unvollkommen   |
| 3        | Le Manou  | Fille à papa M/T: Manou Maerten, Willem Vanderstichele                                                | Französisch | Papas Mädchen             |
| 4        | Lenn      | Air Balloon M/T: Len Neefs, Willem Vanderstichele                                                     | Englisch    | Heißluftballon            |

### Zweites Showcase
| Startnr. | Interpret          | Lied Musik (M) und Text (T)                                                                         | Sprache     | Übersetzung (inoffiziell) |
| -------- | ------------------ | --------------------------------------------------------------------------------------------------- | ----------- | ------------------------- |
| 1        | Jelle van Dael     | Monster M/T: Udo Mechels, Jelle van Dael, Lindi Konings, Willem Vanderstichele                      | Englisch    | –                         |
| 2        | Mentissa           | Désolée M/T: Mentissa Mpatha Ngandu, Vianney Bureau, Lili Louise Musique/La Passée Editions         | Französisch | Entschuldigung            |
| 3        | Stefanie Callebaut | Gloria M/T: Stefanie Callebaut, Jeroen Swinnen                                                      | Englisch    | –                         |
| 4        | Red Sebastian      | Strobe Lights M/T: Seppe Herreman, Billie Bentein, Astrid „Ameerah“ Roelants, Willem Vanderstichele | Englisch    | Blitzlichter              |

## Finale
| Platz | Startnr | Interpret          | Lied Musik (M) und Text (T)                                                                           | Sprache     | Übersetzung (inoffiziell) | Punkte     | Punkte     | Punkte |
| Platz | Startnr | Interpret          | Lied Musik (M) und Text (T)                                                                           | Sprache     | Übersetzung (inoffiziell) | Televoting | Juryvoting | Gesamt |
| ----- | ------- | ------------------ | --- | ----------- | ------------------------- | ---------- | ---------- | ------ |
| 1.    | 7       | Red Sebastian      | Strobe Lights M/T: Seppe Herreman, Billie Bentein, Astrid „Ameerah“ Roelants, Willem Vanderstichele   | Englisch    | Blitzlichter              | 291        | 132        | 423    |
| 2.    | 1       | LEEZ               | Perfectly imperfect M/T: Will Knox, Loek van der Grinten, Philippine Nancy Corporaal, Lisa van Rossem | Englisch    | Vollkommen unvollkommen   | 072        | 072        | 144    |
| 3.    | 4       | Mentissa           | Désolée M/T: Mentissa Mpatha Ngandu, Vianney Bureau, Lili Louise Musique/La Passée Editions           | Französisch | Entschuldigung            | 058        | 073        | 131    |
| 4.    | 3       | Jelle van Dael     | Monster M/T: Udo Mechels, Jelle van Dael, Lindi Konings, Willem Vanderstichele                        | Englisch    | –                         | 047        | 068        | 115    |
| 5.    | 6       | Stefanie Callebaut | Gloria M/T: Stefanie Callebaut, Jeroen Swinnen                                                        | Englisch    | –                         | 041        | 070        | 111    |
| 6.    | 8       | Grace              | Pull Up M/T: Grace Khuabi, Willem Vanderstichele, Astrid „Ameerah“ Roelants                           | Englisch    | Zieh hoch                 | 028        | 061        | 089    |
| 7.    | 5       | Lenn               | Air balloon M/T: Len Neefs, Willem Vanderstichele                                                     | Englisch    | Heißluftballon            | 027        | 055        | 082    |
| 8.    | 2       | Le Manou           | Fille à papa M/T: Manou Maerten, Willem Vanderstichele                                                | Französisch | Papas Mädchen             | 021        | 054        | 075    |